# Hugo Lepe
Hugo Mario Lepe Gajardo (Santiago del Cile, 8 aprile 1934 – 4 luglio 1991) è stato un calciatore cileno, di ruolo difensore.

## Carriera
Con la Nazionale cilena ha preso parte ai Mondiali 1962.